# Сан-Коно
Сан-Коно (італ. San Cono, сиц. Santu Conu) — муніципалітет в Італії, у регіоні Сицилія,  метрополійне місто Катанія.
Сан-Коно розташований на відстані близько 540 км на південь від Рима, 130 км на південний схід від Палермо, 70 км на південний захід від Катанії.
Населення — 2713 осіб (2014).
Щорічний фестиваль відбувається у травні. Покровитель — San Cono Abate.

## Демографія
Населення за роками:

Станом на 1 січня 2023 року в муніципалітеті офіційно проживало 316 іноземців з 25 країн, серед них 221 громадянин країн Євросоюзу.

## Сусідні муніципалітети
- Маццарино
- П'яцца-Армерина
- Сан-Мікеле-ді-Ганцарія